# عالیه (لبنان)
عالیه لبنان (به عربی: عالیه) یک منطقهٔ مسکونی در لبنان است که در استان جبل لبنان واقع شده‌است.

## خصوصیات
عالیه لبنان ۸٫۵۴ کیلومترمربع مساحت و ۱۰۰٬۰۰۰ نفر جمعیت دارد و ۸۵۰ متر بالاتر از سطح دریا واقع شده‌است.

## خواهرخوانده
شهرهای کسرتا، Pinamar و تروی، میشیگان خواهرخوانده‌های عالیه لبنان هستند.